# Fehérhasú császárgalamb
A fehérhasú császárgalamb (Ducula forsteni) a madarak osztályának galambalakúak (Columbiformes) rendjébe és a galambfélék (Columbidae) családjába tartozó faj.
A magyar név forrással nem megerősített, lehet, hogy az angol név tükörfordítása (White-bellied Imperial-pigeon).

## Előfordulása
Indonézia területén honos.